# Aleksandr Yudin
Aleksandr Yuryevich Yudin (23 de agosto de 1949 — 1986) foi um ciclista soviético.
Competiu pela União Soviética na prova de perseguição por equipes (4 000 m) dos Jogos Olímpicos de Verão de 1972, em Munique e terminou em quinto lugar.